# Глубиномер

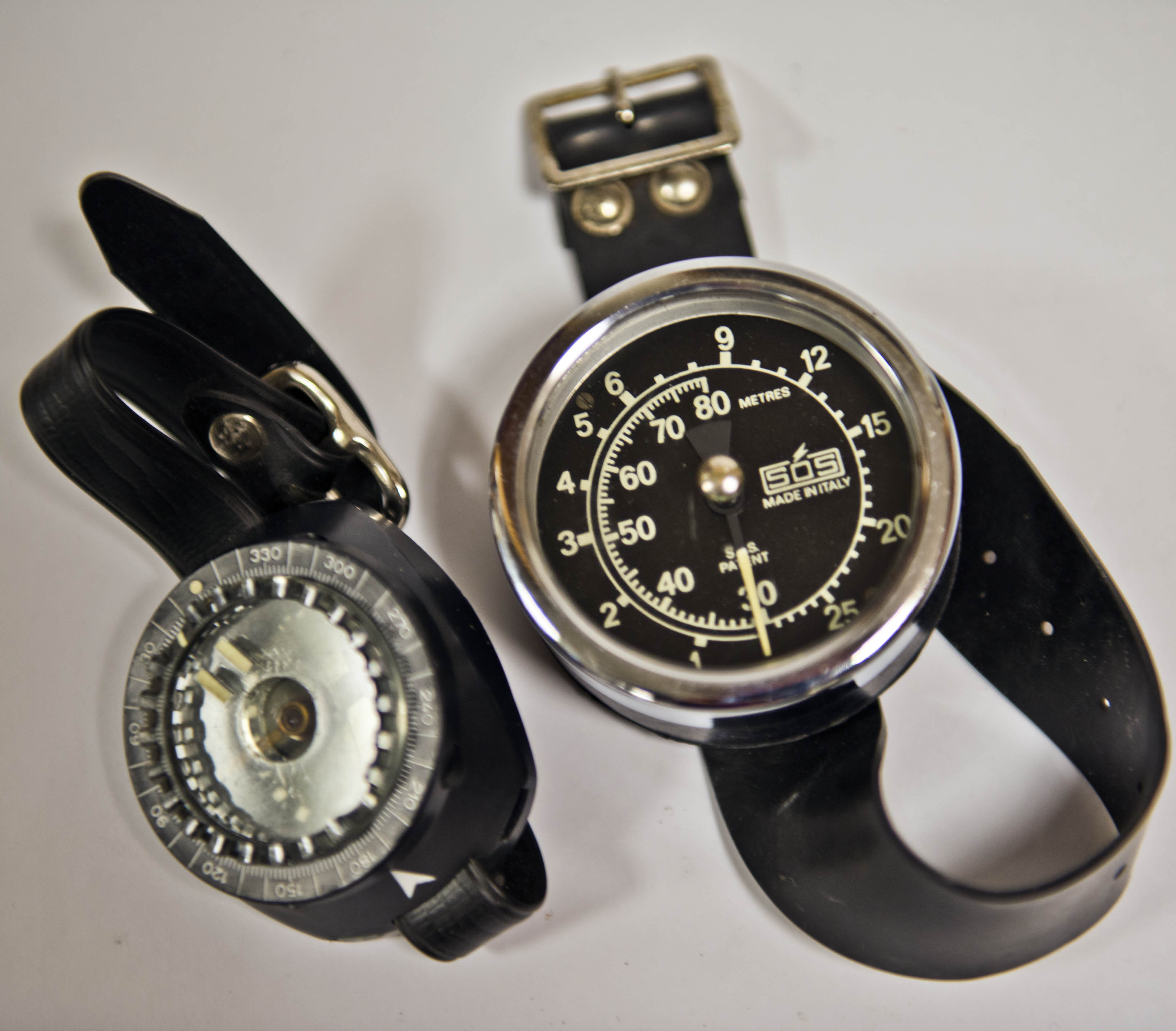
Диафрагменный глубиномер, рассчитанный на измерение глубин в диапазоне 0—80 метров

Глубиноме́р (устаревшее название глубомер) — разновидность манометра, предназначенная для определения глубины погружения. Используется для определения глубины, на которой находится прибор в настоящее время, и максимальной глубины погружения. Обычно глубиномер выполняется либо в виде прибора, надеваемого на руку, либо в виде одной из составляющих консоли.
От точности и правильности показаний глубиномера зависит здоровье, а порой и жизнь аквалангиста. При выборе глубиномера следует определиться с тем, где планируете его использовать (море, загрязнённый водоём, высокогорные озёра, глубины и т. д.) Также нужно обратить внимание на какую систему рассчитан глубиномер, метрическую или империальную. Крайне удобно, когда функция измерения глубины включена в число функций компьютера. Нет необходимости брать с собой под воду лишний прибор.
По принципу действия глубиномеры могут быть:
- капиллярные
- открытая трубка Бурдона
- масляные
- диафрагменные
- тензорезисторные (цифровые)

## Капиллярный глубиномер
Этот глубиномер состоит из свободной пластиковой трубки малого диаметра, которая обернута вокруг циркулярной шкалы. Трубка открыта с того конца, который находится рядом с 0 на шкале, и закрыта с другого конца. При спуске воздух сжимается, и столб воды поднимается. На глубине 10 метров в солёной воде, точка разделения между воздухом и водой внутри трубки переместится на половину шкалы. Шкала разделена на секторы, которые соответствуют этой степени сжатия. Сопоставляя столб воды в трубке с калибровкой, соответствующей глубине, аквалангист определяет глубину. Капиллярные глубиномеры больше других подвержены загрязнению и неудобны на больших глубинах, потому что уже на глубине более 30 метров невозможно снять точные показания из-за близкого расположения градуировочных рисок. С другой стороны, на высоте более 300 метров над уровнем моря капиллярный глубиномер может быть использован в прямом сочетании с таблицами погружения на уровне моря. Это происходит потому, что на этих высотах капиллярный глубиномер автоматически обеспечивает показания глубины, эквивалентные уровню моря, а не показания реальной глубины. Капиллярные глубиномеры получили широкое распространение в качестве вспомогательных устройств измерения глубины.

## Открытая труба Бурдона
Труба Бурдона — это трубка, которая закручена несколько раз в спираль. Указатель прибора соединяется непосредственно с кончиком трубки. Из-за того что трубка имеет форму спирали она, вследствие повышения давления, раскручивается настолько, насколько это требуется для точных показаний. Открытая труба подвержена загрязнению. Несмотря на низкую стоимость, такие глубиномеры особенно не распространены.

## Масляные глубиномеры
Эти приборы в настоящее время широко используются всеми устройствами измерения глубины. Несмотря на то, что эти приборы находятся в широком употреблении среди большинства водолазов, их пользователи должны осознавать, что почти каждый аналоговый прибор имеет небольшой фактор ошибки, связанный с ним.

## Диафрагменные глубиномеры
Они не так часто встречаются, как маслонаполненные. Как правило, они более дорогие и высокоточные. В этих глубиномерах гибкая диафрагма соединяется с указателем прибора посредством нескольких соединительных штоков, рычагов или шестерён. Диафрагменные приборы часто оборудуются механизмом регулировки, который позволяет пользователю сбросить указатель на 0 высоты.

## Тензорезисторные (цифровые) глубиномеры
Принцип действия основан на изменении электрического сопротивления чувствительного элемента в результате его деформации под действием давления.
Тензорезисторные глубиномеры являются самыми новыми из всех конструкций глубиномеров. Как правило, они выпускаются в составе декомпрессионных компьютеров. Больше всего они применяются в качестве интегрированной части полностью электронной консоли. Практически все эти глубиномеры автоматически обеспечивают показания как текущей, так и максимальной глубины, достигнутой во время погружения. Цифровые приборы более хрупки и быстрее выходят из строя из-за перегрева. Минусом цифровых глубиномеров является то, для их работы требуются батареи, которые рано или поздно надо будет заменить, но при этом срок жизни некоторых батарей может доходить до пяти лет,,